# Forum on China–Africa Cooperation
Das Forum on China–Africa Cooperation (FOCAC, dt.: Forum für China–Afrika Kooperation, fr.: Forum sur la coopération sino-africaine) ist ein 2000 gegründetes offizielles Forum zwischen der Volksrepublik China und allen Staaten Afrikas mit Ausnahme von Eswatini, das mit der Volksrepublik China derzeit noch keine diplomatischen Beziehungen unterhält (unterhält diplomatische Beziehungen zu Taiwan).

## 2000
Die erste Ministerkonferenz vom 10. bis 12. Oktober 2000 fand in Peking statt. Präsident Jiang Zemin, Ministerpräsident Zhu Rongji vom Staatsrat und Vizepräsident Hu Jintao von der Volksrepublik China nahmen an der Konferenz teil. Weiters nahmen mehr als 80 Minister aus China und 44 afrikanischen Ländern sowie Vertreter von 17 internationalen und regionalen Organisationen an diesem Treffen teil. Teilnehmer aus Afrika waren z. B. Gnassingbé Eyadéma aus Togo, Abdelaziz Bouteflika aus Algerien, Frederick Chiluba aus Sambia, Benjamin William Mkapa aus Tansania, der Generalsekretär der Organisation der Afrikanischen Einheit, Salim Ahmed Salim  und andere. Anlässlich der Konferenz wurde die Pekinger Erklärung des Forums für die chinesisch-afrikanische Zusammenarbeit und das Programm für die chinesisch-afrikanische Zusammenarbeit in der wirtschaftlichen und sozialen Entwicklung verabschiedete.

## 2003
Vom 15. bis 16. Dezember 2003  fand in Addis Abeba, Äthiopien, die zweite Ministerkonferenz statt. Der chinesische Premierminister Wen Jiabao, der äthiopische Premierminister Meles Zenawi, sechs weitere afrikanische Präsidenten, drei Vizepräsidenten, zwei weitere Premierminister und ein Präsident des Senats und der Präsident Alpha Oumar Konaré der Kommission der Afrikanischen Union und der Vertreter des Generalsekretärs der Vereinten Nationen nahmen an der Eröffnungsfeier teil und haben Reden gehalten. Zudem nahmen mehr als 70 Minister aus China und 44 afrikanischen Ländern an der Konferenz teil. Die Konferenz verabschiedete den Aktionsplan von Addis Abeba (2004–2006).

## 2006
Das erste FOCAC-Gipfeltreffen und die dritte Ministerkonferenz fanden vom 3. bis 5. November 2006 wieder in Peking statt. Hu Jintao und Staatsoberhäupter oder Regierungschefs aus 35 afrikanischen Ländern nahmen an diesem Gipfel teil. Präsident Hu stellte während des Gipfels Darlehen in Höhe von 5 Milliarden US-Dollar für Afrika in Aussicht. Als eine der Acht Maßnahmen für die zukünftigen chinesisch-afrikanischen Beziehungen kündigte Präsident Hu die Schaffung eines China-Afrika-Entwicklungsfonds an, um chinesische Investitionen in Afrika mit einer anfänglichen Finanzierung von 1 Milliarde US-Dollar zu fördern. Der Fonds soll in Zukunft auf 5 Milliarden US-Dollar anwachsen.

## 2009
Die vierte Ministerkonferenz des FOCAC fand vom 8. bis 9. November 2009 im ägyptischen Ferienort Scharm asch-Schaich statt. Auf dem Treffen wurde erörtert, wie der Konsens des Gipfels von Peking umgesetzt wurde. Es wurden die Erklärung von Scharm asch-Schaich und ein Aktionsplan für die Jahre 2010 bis 2012 verabschiedet. Dadurch soll der Weg für eine weitere vertiefte Zusammenarbeit zwischen China und Afrika skizziert werden. Der chinesische Premierminister Wen Jiabao, der ägyptische Präsident Hosni Mubarak und afrikanische Staats- und Regierungschefs aus 49 Ländern nahmen an der Eröffnungszeremonie teil sowie der Vorsitzende der Kommission der Afrikanischen Union.
Am 9. November 2009 wurde ein vergünstigtes Darlehen in Höhe von 10 Milliarden US-Dollar angekündigt, doppelt so viel wie anlässlich des Gipfeltreffens von Peking 2006. Auch sollte ein Sonderkredit in Höhe von 1 Milliarde US-Dollar für kleine und mittlere afrikanische Unternehmen eingerichtet werden. China kündigte auch acht neue politische Maßnahmen zur Stärkung der Beziehungen zu Afrika an, die sich mehr auf die Verbesserung der Lebensbedingungen der Menschen konzentrieren sollen.
Wen Jiabao kündigte auch mehrere Sonderprojekte an:
- China will die Schulden einiger der ärmsten afrikanischen Länder abschreiben,
- es sollen 100 neue saubere Energieprojekte auf dem Kontinent gebaut werden (Solarenergie, Biogas und Kleinwasserkraft)
- die Zölle für 95 % der Produkte afrikanischer Staaten, mit denen China diplomatische Beziehungen unterhält, sollen schrittweise gesenkt werden,
- China will 100 gemeinsame Demonstrationsprojekte zu wissenschaftlicher und technologischer Forschung schaffen, 100 afrikanische Postdoktoranden für wissenschaftliche Forschung in China unterstützen und ihnen dabei helfen, zurück in ihre Heimatländer zu gehen und beim Aufbau zu helfen,
- die Anzahl der von China in Afrika errichteten Agrartechnologie-Demonstrationszentren soll auf 20 erhöht werden und 50 Agrartechnologieteams sollen nach Afrika geschickt sowie 2000 Landtechniker ausgebildet werden,
- es soll von China medizinische Ausrüstung und Antimalaria-Materialien im Wert von 500 Millionen Yuan an die 30 Krankenhäuser und 30 Malaria-Präventions- und Behandlungszentren, die von China gebaut wurden, bereitgestellt und 3000 Ärzte und Krankenschwestern für Afrika ausgebildet werden.
- von China sollen auch 50 chinesisch-afrikanische Freundschaftsschulen gebaut werden und 1500 Schulleiter und Lehrer für afrikanische Länder geschult und die Zahl der chinesischen Regierungsstipendien für Afrika bis 2012 auf 5500 erhöht werde.
- weiters sollen von China außerdem insgesamt 20.000 Fachleute aus verschiedenen Bereichen in den nächsten drei Jahren ausgebildet werden.[5]

## 2012
Die fünfte Ministerkonferenz des FOCAC vom 19. bis 20. Juli 2012 fand wieder in Peking (China), statt. Für die Phase 2012 bis 2015 wurden von China insgesamt 30 Milliarden US-Dollar an Entwicklungshilfe zugesagt.

## 2015
Der zweite FOCAC-Gipfel und die sechste Ministerkonferenz fanden vom 4. bis 5. Dezember 2015 in Johannesburg, Südafrika, statt. Eines der Ergebnisse des Johannesburger Forums war das Programm Zugang zu Satellitenfernsehen für 10.000 afrikanische Dörfer. Für die Phase 2015 bis 2018 wurden von China insgesamt 60 Milliarden US-Dollar an Entwicklungshilfe zugesagt.

## 2018
Vom 26. Juni bis 10. Juli 2018 fand das erste China-Afrika-Forum zu Verteidigung und Sicherheit in Peking statt. Zu dem Treffen kamen Militärs aus 49 afrikanischen Staaten. Ziel der Zusammenkunft war der Ausbau einer „umfassende strategische Partnerschaft“ zwischen China und Afrika.
Der dritte FOCAC-Gipfel und die siebte Ministerkonferenz fanden vom 3. bis 4. September 2018 in Peking statt. Chinas Staatspräsident Xi Jinping kündigte an, in den kommenden drei Jahren 60 Milliarden US-Dollar in Form von Zuschüssen, zinsgünstigen Krediten und Investitionen bereitzustellen. Wie schon bisher stehen Investitionen in die Infrastruktur, erleichterte Handelsbedingungen, der Aufbau einer industriellen Basis in Afrika, Bildung für junge Afrikaner sowie militärische Hilfen Chinas im Zentrum.

## 2021
Aufgrund der COVID-19-Pandemie fand das Treffen per Videolink statt, mit Teilnehmern in Senegals Hauptstadt Dakar und in Peking. Der Schwerpunkt lag auf dem Thema Gesundheit, weitere Schwerpunkte waren die Zusammenarbeit insbesondere in Bezug auf Cybersicherheit und Unterstützung der afrikanischen Polizei. Die Teilnehmer vereinbarten, den Austausch zwischen dem Nationalen Volkskongress Chinas und dem Nationalen Komitee der Politischen Konsultativkonferenz des Chinesischen Volkes einerseits und den afrikanischen Nationalparlamenten, dem Panafrikanischen Parlament und der Afrikanischen Parlamentarischen Union andererseits zu intensivieren.

## 2024
Das Gipfeltreffen fand vom 4. bis 6. September 2024 in Peking statt. Der chinesische Staatspräsident Xi Jinping sagte Afrika Finanzhilfen in Höhe von 360 Milliarden Yuan, umgerechnet rund 45,8 Milliarden Euro, in den nächsten drei Jahren zu. Mehr als die Hälfte werde in Form von Krediten gewährt, elf Milliarden Yuan in Form anderer Arten von Unterstützung, zehn Milliarden Yuan durch staatliche Subventionen für Investitionen chinesischer Unternehmen. Mindestens eine Million Arbeitsplätze in Afrika sollen entstehen. Investitionen sollen insbesondere in Projekte zur Versorgung Afrikas mit erneuerbaren Energien fließen, die digitale Infrastruktur ausgebaut, Kooperationen auch in anderen Bereichen wie Bildungssysteme und Militär ausgeweitet werden. Chinas Märkte sollen schrittweise für Agrarimporte aus Afrika geöffnet werden.